# 미나스 치즈
미나스 치즈(포르투갈어: queijo minas 케이주 미나스[*])는 브라질 미나스제라이스주의 전통 치즈이다.

## 같이 보기
- 브라질 요리
- 헤케이장
- 카샤사